# Йиррамские языки
Йирра́мские языки (тяминтюнгские; Yirram, Djamindjungan, Jaminjungan) — группа близкородственных австралийских языков, распространённых на севере Австралии в районе бассейна реки Виктория (северо-запад Северной территории).
Название группы происходит от слова yirram, которое является клитикой двойственного числа в обоих йиррамских языках. Ранее и нередко сейчас также используется название «Djamindjungan», данное по одному из двух языков.

## Классификация
После работ Нейла Чедвика йиррамские языки считаются одной из двух ветвей миндийской семьи наряду с западнобарклийскими языками. Роберт Диксон (2002) называет их West Mindi subgroup, также включая в миндийскую семью.
Включают 2 живых языка и один идиом с неопределённым статусом:
- тяминтюнг (Jaminjung) с диалектами собственно тяминтюнг и нгаливурру, около 30 носителей
  - йингали (Yilngali / Jilngali) — этот идиом упоминается в литературе[3], но отождествить его с другими языками его не удаётся; возможно, это лишь название тяминтюнга, используемое кем-то из соседей[4]
- нунгали (Nungali) — вымер в 2000 году.

## Грамматическая характеристика
Если два диалекта языка тяминтюнг практически совпадают друг с другом, то язык нунгали отличается от них довольно сильно, как в лексике, так и в глагольной и именной морфологии. Наиболее существенным отличием является наличие в нунгали именных классов, обозначаемых префиксами.